# هاکی با یکچرخه

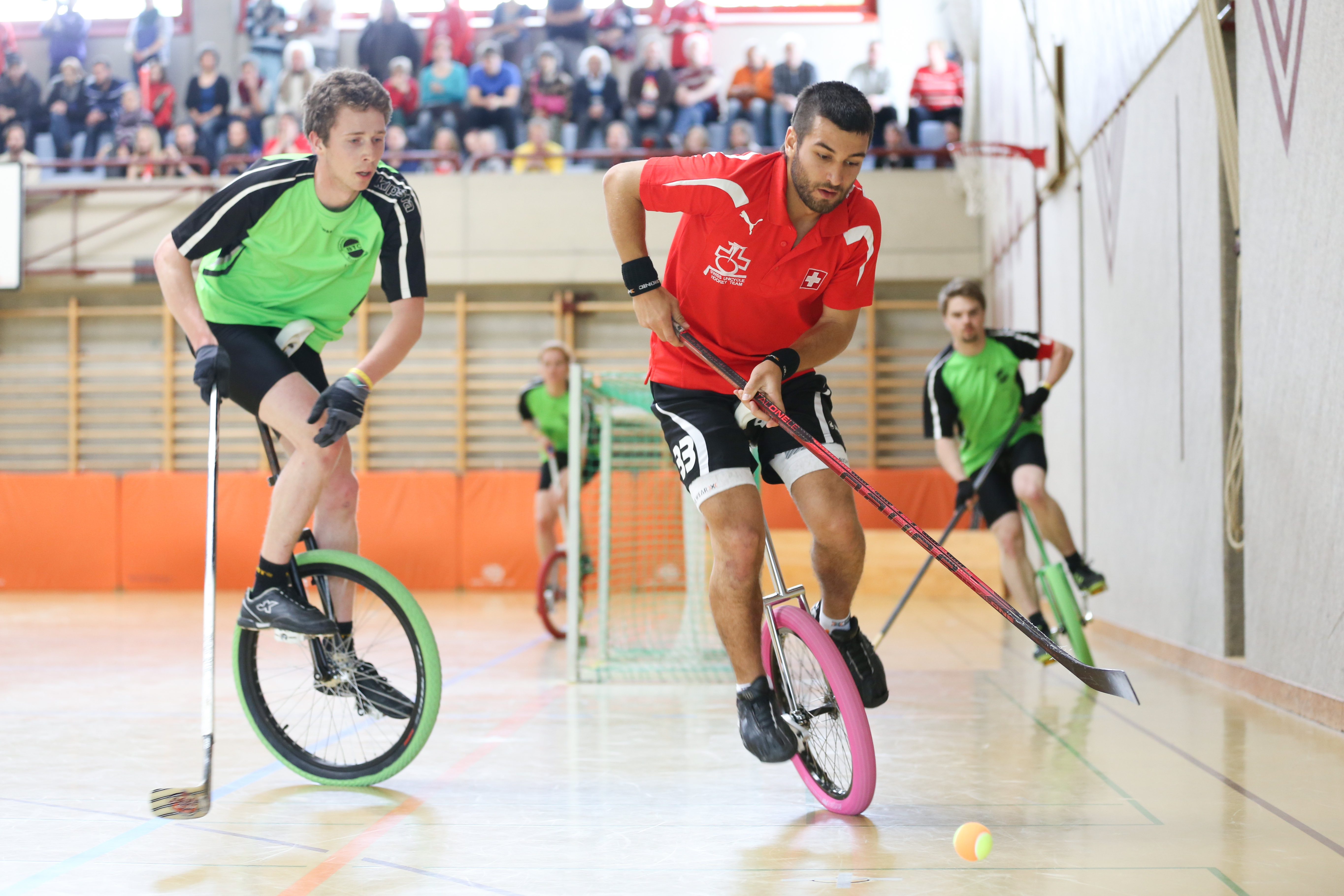
یک بازی هاکی با یکچرخه

هاکی با یکچرخه (به انگلیسی: Unicycle hockey) ورزشی از دسته ورزش‌های هاکی است که در آن بازیکنان هر تیم در حالی که بر روی یکچرخه‌ای قرار دارند توپ را داخل دروازهٔ حریف کنند. هر تیم دارای ۵ بازیکن است و هر بازیکن می‌تواند در هر پُستی که می‌خواهند بازی کنند برای نمونه در این بازی دروازه‌بانی وجود ندارد و همهٔ بازیکنان جهت جلوگیری از بازشدن دروازه‌شان توسط تیم حریف باید نهایت تلاش خود را به کار گیرند.

## ابعاد زمین و اجزای بازی
طول زمین بازی بین ۳۵ و ۴۵ متر و عرض آن بین ۲۰ تا ۲۵ متر است. دستهٔ این بازی مشابه دستهٔ هاکی روی یخ است. قطر چرخ یکچرخه‌ها نیز حداکثر می‌تواند ۶۱ سانتی‌متر (۲۴ اینچ) باشد. در بیشتر مواقع از توپ تنیس به عنوان توپ این ورزش استفاده می‌شود (هر چند توپ هاکی خیابانی نیز مجاز است).

## لیگ‌ها
چهار لیگ هاکی با یکچرخه وجود دارد به‌طوری‌که: در انگلستان ۱۰ تیم ثبت نام‌کننده، در آلمان ۵۳ تیم و در سوئیس و استرالیا (هرکدام) دارای ۲۰ تیم شرکت‌کننده هستند. در کشورهای فرانسه، دانمارک، سوئد، هنگ کنگ، کره و سنگاپور نیز این بازی انجام شده و طرفدارانی دارد.